# Rami Mehmed Pascià
Rami Mehmed Pascià (Costantinopoli, 1645 – Rodi, 1706) è stato un politico e poeta ottomano.
Era conosciuto come un poeta della letteratura diwan (l'epiteto Rami, che significa "obbediente", è il suo nom de plume nelle sue poesie).

## Biografia

### Primi anni
Nacque nel 1645 a Costantinopoli, figlio di Terazici Hasan Aga. Dopo aver completato gli studi, iniziò la sua carriera nella amministrazione ottomana. Nel 1690 fu nominato impiegato nell'ufficio del reis ül-küttab. Nel 1696 fu promosso reis ül-küttab (un posto più o meno equivalente a ministro degli esteri) e tre anni dopo rappresentò l'Impero Ottomano nei colloqui di pace del Trattato di Karlowitz che pose fine alla Guerra austro-turca. L'Impero Ottomano fu sconfitto durante la guerra, ma Mehmed Rami fece del suo meglio per ridurre al minimo le perdite.

### Gran visierato
Il 25 gennaio 1703 fu promosso Gran Visir, la più alta carica dell'Impero Ottomano dopo quello del Sultano. Tuttavia si rese presto conto che lo Sheikh ul-Islam Feyzullah, che esercitava una grande influenza sul sultano Mustafa II, era il governatore de facto dell'impero. Il sultano diede ordini precisi a Rami Mehmed di chiedere l'approvazione di Feyzullah in tutte le sue decisioni, un processo che riduceva lo status del Gran Visir a un subordinato dello Sheikh ul-Islam. Anche in questa situazione sfavorevole, Rami cercò di riformare l'economia del dopoguerra e la marina, ma il suo mandato fu troppo breve per portare a termine queste riforme.
Sia l'autorità quasi illimitata di Feyzullah che l'insistenza del Sultano nel risiedere a Edirne invece che a Costantinopoli, la capitale, causarono reazioni tra i soldati e i cittadini di Costantinopoli. Nell'estate del 1703 si ribellarono al Sultano. Alla fine di questa rivolta nota come incidente di Edirne, Rami Mehmed e il Sultano furono deposti il 22 agosto 1703.

### Morte
Rami Mehmed fu quindi nominato governatore di Cipro e poi dell'Egitto, ma nel 1706 fu esiliato nell'isola di Rodi (ora parte della Grecia), dove morì.

## Poesia
Era un poeta e un amico del famoso poeta ottomano di Nabi. Ha anche scritto della sua carriera diplomatica. Il suo libro intitolato Karlofça Sulhnamesi parla dei colloqui durante il Trattato di Karlowitz.